# Rubén Solano
Rubén Solano Sánchez (Alicante, Comunidad Valenciana, España, 19 de enero de 1993) conocido simplemente como Solano, es un futbolista español. Juega de delantero en el C. F. Talavera de la Reina de la Segunda Federación española.

## Biografía

### Fútbol base
Se formó jugando en muchos equipos de la provincia de Alicante, entre ellos están el Alicante CF, el SCD San Blas, Betis Florida, Torrellano CF y Benidorm CF.

### Elche C. F.
Su debut con el primer equipo del Elche CF fue en un amistoso contra el Crevillente Deportivo de Tercera División, en el que marcó el segundo gol del conjunto flanjiverde el 9 de noviembre de 2011.
Jugó los últimos 20 minutos en el partido amistoso que disputaron el Elche CF y el campeón de la Liga Alemana el Borussia Dortmund (1-5).
Debutó el 25 de febrero de 2012, en la Liga Adelante jugando diez minutos contra el Decano del fútbol español Recreativo de Huelva. Saliendo del banquillo, ya con el marcador en contra de un 0-3, Pepe Bordalas le dio la oportunidad de estrenarse.
El 2 de junio de 2013 ascendió con el Elche B a Segunda División B. Tras quedar primeros de grupo y ganar la eliminatoria por el ascenso en Olot.

### Orihuela C.F.
El 15 de agosto de 2013 ficha por el Orihuela CF de la Tercera División.
Juega su primer partido con el equipo escorpión con una derrota jugando como visitante. Termina su corta estancia en el conjunto escorpión, con el Orihuela que consiguió clasificarse matemáticamente para disputar la promoción de ascenso a Segunda División B. En ella, el equipo fue derrotado por el Real Betis Balompié "B" en la última eliminatoria.

### F.C. Jumilla
El 27 de agosto firma por una temporada con el Fútbol Club Jumilla, con el objetivo claro de ascender de categoría. Marca su primer gol  contra el C.D. Cieza el 7 de septiembre de 2014. Termina jugando en demarcaciones diferentes a lo que viene acostumbrado a desenvolverse él, juega y se adapta  bien de extremo y de media punta. El entrenador lo tiene de polivalente en cualquiera de esas demarcaciones. A mitad de temporada recibe una llamada desde la capital alicantina en concreto del filial del Hércules CF y el jugador, pensando en el desplazamiento que tenía que hacer todos los días hasta Jumilla para entrenarse y jugar, prefirio aceptar la oferta, bajando incluso de categoría.

### Hércules de Alicante CFB
Después de su fugaz paso por el FC Jumilla, El jugador juega un total de quince partidos y logra anotar cuatro goles. Tras acabar la temporada y no renovar el contrato con la entidad alicantina se marcha al Novelda CF.

### Novelda C.F.
Tiene un inicio brillante, en lo que parece ser una temporada a destacar individualmente. Acaba la temporada con un balance positivo con 10 goles en su cuenta anotadora.

### C.D. Olimpic de Xàtiva
Ficha por el conjunto de Xàtiva en julio de 2016, con un ambicioso proyecto. Deslumbra en todos los amistosos que juega.
La suerte no terminó de ir de su lado, el 24 de junio con el resultado de empate a 1-1 contra el Écija en el Campo de la Murta, pasan después de la prórroga a la lotería de penaltis y es hay cuando pierden (3-4) y el ascenso se les escapo. El Olímpic hace una temporada deslumbrante quedando primero de grupo. Pero no fue suficiente para ascender a 2ºB. El club le ofrece la renovación, pero no llegan a un acuerdo con el jugador y se marcha rumbo a Elda cerca de su familia.

### C.D. Eldense
El 10 de julio firma por el conjunto de Elda, un equipo que empieza de cero, tras el escándalo mediático por los casos de amaño de partidos en la temporada anterior.El equipo acaba 5º clasificado a un punto de la eliminatoria de ascenso a 2ºB, Rubén logra hacer un buen registro con 14 dianas en 39 partidos, 35 de ellos saliendo de titular. En esta misma temporada fue llamado por la Selección Valenciana Amateur que dirige el seleccionador Edu Revert, para jugar la Fase Intermedia de la XI Copa de las Regiones de UEFA.

### C.D. Olimpic de Xàtiva
Vuelta al Olimpic, realiza una temporada destacable. Y en el mercado de invierno, recibe varias ofertas para jugar en categoría superior 2ªB. Pero el club le cierra la posibilidad de marcharse, aún haciendo caja. Termina la temporada jugando 32 partidos y firmando una cláusula para no poder renovar un año más con el club de Xàtiva. Registra un nuevo record en su carrera deportiva marcando 17 dianas y el equipo consigue clasificarse para la fase del playoff, pero no consiguen pasar la primera eliminatoria.

### C. P. Cacereño
En verano del 2021 firmaría por el Cacereño de la Segunda Federación, con el conjunto extremeño lograría jugar dos años consecutivos la promoción de ascenso a Primera Federación cayendo eliminado en ambas fases. Al finalizar la temporada 2022-23 abandonaría la entidad.

### Antequera C. F.
En agosto del 2023 el Antequera de la Primera Federación anunciaría la llegada del jugador alicantino.

### Águilas Fútbol Club
El 16 de enero de 2024, firma por el Águilas F. C. de la Segunda Federación española.

### C. F. Talavera de la Reina
El 21 de junio de 2025, firma por el C. F. Talavera de la Reina de la Segunda Federación española.

## Trayectoria
| Club                                | País   | División            | Temporada  | Partidos | Goles |
| ----------------------------------- | ------ | ------------------- | ---------- | -------- | ----- |
| Elche B                             | España | Regional Preferente | 2010-2012  | 7        | 4     |
| Elche CF                            | España | Segunda División    | 2012       | 1        | 0     |
| Elche B                             | España | Tercera División    | 2012-2013  | 12       | 5     |
| Orihuela C. F.                      | España | Tercera División    | 2013-2014  | 18       | 0     |
| Fútbol Club Jumilla                 | España | Tercera División    | 2014-2015  | 16       | 3     |
| Hércules C. F. "B"                  | España | Regional Preferente | 2015       | 18       | 3     |
| Novelda CF                          | España | Tercera División    | 2015-2016  | 35       | 10    |
| CD Olimpic de Xàtiva                | España | Tercera División    | 2016- 2017 | 45       | 15    |
| CD Eldense                          | España | Tercera División    | 2017- 2018 | 39       | 14    |
| CD Olimpic de Xàtiva                | España | Tercera División    | 2018- 2019 | 32       | 18    |
| Orihuela C. F.                      | España | Segunda B           | 2019-2021  | 50       | 11    |
| C. P. Cacereño                      | España | Segunda Federación  | 2021-2023  | 71       | 16    |
| Antequera C. F.                     | España | Primera Federación  | 2023       | 13       | 1     |
| Águilas Fútbol Club                 | España | Segunda Federación  | 2024       | 14       | 1     |
| Club de Fútbol Talavera de la Reina | España | Segunda Federación  | 2024-      | 39       | 9     |

## Palmarés

### Campeonatos nacionales
| Título                      | Club                 | País   | Año       |
| --------------------------- | -------------------- | ------ | --------- |
| Tercera División (Grupo VI) | Elche Ilicitano      | España | 2012-2013 |
| Tercera División (Grupo VI) | CD Olímpic de Xàtiva | España | 2016-2017 |